# Münchenski sporazum
Münchenski sporazum je bil dogovor med vojaškimi silami Evrope, podpisan v noči z 29. na 30. september 1938. Z njim si je nacistična Nemčija prisvojila obmejne dele Češkoslovaške, tim. Sudete, ozemlje, naseljeno pretežno s sudetskimi Nemci
Sporazum je bil dosežen s pogajanji na konferenci v Münchnu, kjer so brez prisotnosti Češkoslovaške razpravljali o prihodnosti Sudetov v luči zahtev nemškega kanclerja Adolfa Hitlerja. Podpisali so ga Hitler, predsednik francoske vlade Édouard Daladier, britanski ministrski predsednik Neville Chamberlain in Benito Mussolini, predsednik italijanske vlade. Chamberlain in ostali so verjeli Hitlerju, da so Sudeti zadnja nemška ozemeljska zahteva, in so podpis sporazuma (kot se je pozneje izkazalo, napačno) pojmovali kot ceno za mir v Evropi.
Čehi in Slovaki so podpis sporazuma sprejeli kot izdajo vojaških zaveznic Francije in Velike Bitanije in ga imenovali »münchenski diktat«. Prav tako se uporablja tudi izraz »zahodna izdaja«.

## Ozadje

### Zahteve po sudetski avtonomiji
Po razpadu Avstro-Ogrske leta 1918 se je več kot 3 miljone etničnih Nemcev znašlo na ozemlju novoustanovljene Češkoslovaške. Vodja sudetskih Nemcev Konrad Henlein je ustanovil Sudetskonemško stranko (nemško Sudetendeutsche Partei, SdP), ki je služila kot veja Nacionalsocialistične nemške delavske stranke za Sudete. Do leta 1935 je SdP postala druga največja politična stranka na Češkoslovaškem. 28. marca 1938, kmalu po priključitvi Avstrije k Nemčiji, se je Henlein v Berlinu srečal s Hitlerjem, od katerega je dobil navodila za postavitev zahtev, nesprejemljivih za češkoslovaško vlado, ki jo je vodil predsednik Edvard Beneš. 24. aprila je SdP naslovila na Beneševo vlado vrsto zahtev, znanih kot carlsbadski program. Med zahtevami je Henlein poudaril polno enakopravnost Nemcev s Čehi in njihovo avtonomijo. Češkoslovaška vlada se je na te zahteve odzvala s pripravljenostjo zagotoviti več manjšinskih pravic, vendar je zavrnila podelitev avtonomije.

### Sudetska kriza
Kot je pokazalo predhodno umirjanje razmer po nemški priključitvi Avstrije, sta si britanska in francoska vlada za vsako ceno želeli izogniti vojni. Chamberlain je verjel, da so pritožbe sudetskih Nemcev upravičene, Hitlerjevi nameni pa omejeni. Tako Chamberlain kot Daladier sta zatorej svetovala Benešu, naj prizna nemške zahteve; slednji se je temu uprl in 19. maja kot odgovor na možno nemško invazijo odredil delno mobilizacijo. Posledično je Hitler ukazal izdelati nov načrt za napad na Češkoslovaško, Fall Grün, v prvotni različici narejen že leta 1937, s spremnim pismom vodje Oberkommando der Wehrmacht generala Keitla, v katerem navaja, da je potrebno načrt izvesti najkasneje do 1. oktobra.
V tem času je britanska vlada zahtevala od Beneša sprejetje mediatorja. Ker ni želel pretrgati vezi z zahodno Evropo, je Beneš ponudbo nerad sprejel. Nekdanji britanski minister v liberalni vladi lord Runciman je tako prišel 3. avgusta v Prago z navodili prepričati Beneša, da sprejme načrt, sprejemljiv za sudetske Nemce. 20. julija je v Parizu francoski zunanji minister Georges Bonnet sprejel češkoslovaškega veleposlanika na razgovor, v katerem mu je razložil, da bo Francija sicer razglasila svojo javno podporo Češkoslovaški pri pogajanjih, da pa ni pripravljena iti v vojno zaradi vprašanja Sudetov. V avgustu je bil nemški tisk poln zgodb, ki so se nanašale na domnevna češkoslovaška grozodejstva proti sudetskim Nemcem, da bi primorale zahodne sile pritisniti na Čehoslovake. Hitler je ob tem upal, da jih bodo Čehoslovaki zavrnili, s čimer bi bile zahodne sile moralno upravičene prepustiti Čehoslovake njihovi usodi. V avgustu je Nemčija poslala 750 tisoč vojakov na meje s Češkoslovaško, uradno kot del vojaških manevrov. 4. ali 5. septembra je Beneš predložil Četrti načrt, s katerim je odobril skoraj vse zahteve iz poznejšega münchenskega sporazuma. Sudetski Nemci, ki so se po navodilih Hitlerja hoteli izogniti kompromisu, so po provokativnih demonstracijah SdP v Ostravi 7. septembra, po katerih sta bila aretirana dva izmed njihovih parlamentarnih poslancev, ta incident uporabili za lažne obtožbe o drugih grozodejstvih kot izgovor za prekinitev nadaljnjih pogajanj.
12. septembra je v Nürnbergu potekal shod nacistične stranke, na katerem je Hitler obsodil dejanja češkoslovaške vlade. Češkoslovaško je razglasil za goljufivo državo, ki krši mednarodno pravo glede samoodločbe narodov, trdeč, da v državi vlada češka hegemonija, kjer niti Nemci niti Slovaki, Madžari, Ukrajinci in Poljaki dejansko nočejo biti v njihovi zvezi. Obtožil je Beneša, da skuša postopno iztrebiti sudetske Nemce, češ da je od ustanovitve države bilo preko 600 tisoč Nemcev domnevno namerno prisiljenih zapustiti svoje domove pod grožnjo stradanja, če jih ne zapustijo. Trdil je, da je Beneševa vlada preganjala Nemce skupaj z Madžari, Poljaki in Slovaki, obtožil je Beneša ogrožanja narodnosti s tem, da bi jih označil za izdajalce, če ne bi hoteli biti lojalni državi. Obenem bi kot vodja nemške države podprl pravico do samoodločbe Nemcev v Sudetih. Obsodil je Beneša za nedavne eksekucije več nemških protestnikov. Obtožil ga je tudi agresivnosti in grozečega obnašanja do Nemčije, ki bi v primeru izbruha vojne prisilil sudetske Nemce, da se borijo proti svoji volji proti Nemcem iz Nemčije. Češkoslovaško vlado je obtožil, da je režimska stranka Francije, pri čemer je trdil, da naj bi francoski minister za letalstvo Pierre Cot rekel: »Potrebujemo to državo kot bazo, iz katere bomo z odmetavanjem bomb z večjo lahkoto uničili nemško gospodarstvo in njeno industrijo«.
13. septembra je potem, ko je na Češkoslovaškem sledilo nasilje, Chamberlain zaprosil Hitlerja za osebno srečanje, da bi našla rešitev, kako preprečiti vojno. 15. septembra sta se dobila v Hitlerjevi rezidenci Berghof v Berchtesgadnu. Istega dne je v Nemčijo dopotoval tudi vodja SpD Henlein, da bi sodeloval pri pogajanjih. Na sestanku je Hitler vztrajal, da mora biti sudetskim Nemcem dovoljena uveljavitev pravice naroda do samoodločbe in možnost združitve Sudetov z Nemčijo; Hitler je Chamberlainu izrazil tudi zaskrbljenost nad potezami, ki si jih on razlaga kot britanske »grožnje«. Po treh urah pogovorov je bil sestanek prekinjen, Chamberlain pa je odletel nazaj v Veliko Britanijo, kjer se je srečal s svojim kabinetom, da bi razpravljali o tem vprašanju.
Po sestanku je v London prispel tudi francoski predsednik vlade Édouard Daladier, kjer se je 16. septembra srečal z britanskimi uradniki, da bi razpravljali o nadaljnjih ukrepih. Položaj na Češkoslovaškem je postal vse bolj napet, ko je vlada izdala nalog za prijetje vodje sudetskih Nemcev Henleina. Francoski predlogi so segali od vojne proti Nemčiji do podpore nemški pripojitvi Sudetov. Razprave so se končale s trdnim britansko-francoskim načrtom z zahtevo, da Češkoslovaška prepusti Nemčiji vsa okrožja, v katerih nemška populacija predstavlja več kot 50% celotne. V zameno za to popuščanje bi Britanija in Francija zagotovili neodvisnost Češkoslovaške. Predlagana rešitev je bila zavrnjena tako na Češkoslovaškem kot med britansko in francosko opozicijo.
18. septembra je imel italijanski voditelj Benito Mussolini govor v Trstu, kjer je razglasil, da »če že obstajata dva tabora, za Prago in proti njej, naj bo znano, da je Italija izbrala svojo stran«, kar je bil jasen namig o podpori Nemčiji.
21. septembra se je Češkoslovaška vdala in sprejela zahteve, ki so bile dogovorjene z Britanijo, Francijo in Nemčijo. Kljub temu je že naslednji dan Hitler dodal nove zahteve; vztrajal je pri tem, da morajo biti izpolnjene tudi zahteve etničnih Nemcev na Poljskem in Madžarskem.
22. septembra je Chamberlain, preden se je odpravil z letalom na nadaljnje pogovore v Nemčijo, dal izjavo pred novinarji, da je njegov cilj doseči mir v Evropi in da verjame, da bo to potovanje pot k temu miru. Računal je, da bo polno sprejetje nemške aneksije vsega ozemlja Sudetov brez izjem primoralo Hitlerja k sprejetju sporazuma. Po kratki razpravi mu je Hitler odvrnil, da hoče Češkoslovaško popolnoma razbiti, njeno ozemlje pa razdeliti med Nemčijo, Poljsko in Madžarsko. Nadalje mu je rekel, da je položaj na Češkoslovaškem postal neznosen za Nemčijo. Nazadnje je Hitler zavrnil kakršnokoli popuščanje do zavezniških zahtev. Kasneje zvečer je v skrbeh, da je šel predaleč s pritiski, Hitler telefoniral Chamberlainu v hotelsko sobo. Obljubil mu je sprejetje aneksacije Sudetov brez ostalih ozemelj pod pogojem, da začne Češkoslovaška z evakuacijo s tega ozemlja do 26. septembra ob 8. uri. Na pritisk Chamberlaina je začetek umika prestavil na 1. oktober (dan, ko naj bi se začel z operacijo Fall Grün napad nanjo). Hitler je še povedal, da po priključitvi Sudetov Nemčija ne bo imela nobenih nadaljnjih ozemeljskih zahtev, da bo sprejela skupni sporazum in jamčila za potek meje med Nemčijo in Češkoslovaško.
23. septembra je na Češkoslovaškem po padcu vlade oblast prevzel general Jan Syrový, ki je izdal odlok o splošni mobilizaciji. Sodobna vojska z odličnim sistemom mejnih utrdb je bila pripravljena na vojno. Sovjetska zveza je izrazila pripravljenost priskočiti ji na pomoč. Kljub temu je predsednik Beneš zavrnil vojno brez pomoči zahodnih sil.
V zgodnjih jutranjih urah 24. septembra je Hitler izdal godesberški memorandum, v katerem je zahteval češkoslovaško predajo Sudetov Nemčiji najkasneje do 28. septembra; plebiscit naj bi se izvedel na nedoločljivih območjih pod nadzorom nemških in čeških sil. V memorandumu je bilo tudi navedeno, da bo v nasprotnem primeru Nemčija zavzela Sudete s silo. Istega dne se je Chamberlain vrnil na otok in oznanil Hitlerjevo zahtevo aneksije Sudetov brez odlašanja.Objava je razjezila tiste v Britaniji in Franciji, ki so se želeli soočiti s Hitlerjem enkrat za vselej, čeprav bi to pomenilo vojno, njihovi privrženci pa so pridobili na moči. Češkoslovaški veleposlanik v Veliki Britaniji Jan Masaryk je ob navdušenju nad to podporo s strani nasprotnikov Hitlerjevega načrta dejal, da »narod sv. Venceslava nikoli ne bo narod sužnjev.«
26. septembra je Chamberlain poslal osebno pismo Hitlerju, v katerem mu je sporočil, da želijo zavezniki mirno rešitev sudetske krize. Isti dan zvečer je podal Hitler svoj odgovor v govoru, ki ga je imel v dvorani Sportpalast v Berlinu. V njem je dal Češkoslovaški rok do 14. ure 28. septembra, da preda Sudete ali pa se bo soočila z vojno.
28. septembra ob 10. uri, štiri ure pred rokom, je britanski veleposlanik v Italiji lord Perth klical italijanskega zunanjega ministra Galeazza Ciana in prosil za nujen sestanek, na katerem mu je podal Chamberlainovo navodilo s prošnjo po Mussolinijevem vstopu v pogajanja in njegovim pozivom Hitlerju, naj odloži ultimat. Ob 11. uri se je Ciano sestal z Mussolinijem in ga obvestil o Chamberlainovem predlogu. Mussolini se je s tem strinjal in klical italijanskega veleposlanika v Nemčiji, naj takoj stopi k Hitlerju in mu reče, da karkoli se že zgodi, bo Mussolini na njegovi strani, da pa zahteva 24-urno odložitev ultimata preden se prične sovražnost. V tem času bi Mussolini skušal preučiti, kaj se da narediti za rešitev problema. Hitler je dobil sporočilo ob pogovoru s francoskim veleposlanikom. Slednjemu je sporočil, da je ponudbo sprejel. Seveda to ni bila odložitev, saj je bil datum napada že pred tem določen za 1. oktober. Po pogovoru s Chamberlainom se je lord Perth v njegovem imenu zahvalil Mussoliniju, obenem je Mussolini sprejel prošnjo Chamberlaina, naj se udeleži štiristranske konference Francije, Italije, Nemčije in Velike Britanije 29. septembra v Münchnu za rešitev sudetskega problema.

## Resolucija
Dogovor je bil sklenjen 29. septembra. Sporazum je uradno predstavil Mussolini, čeprav je bil dejansko tako imenovani italijanski načrt pripravljen v nemškem zunanjem ministrstvu. Bil je skoraj identičen Godesbergskemu predlogu: nemška vojska bi morala zasesti ozemlje Sudetov do 10. oktobra, mednarodna komisija pa bi odločala o prihodnosti ostalih spornih ozemelj. Približno ob 1:30 zjutraj naslednji dan so sporazum podpisali Adolf Hitler, Neville Chamberlain, Benito Mussolini in Édouard Daladier.
30. septembra je bil na pobudo Chamberlaina sklenjen tudi mirovni sporazum med Združenim kraljestvom in Nemčijo. Po vrnitvi domov še istega dne je Chamberlain v Londonu množicam podal svoj neslavni govor »mir za naš čas«.
Britanci in Francozi so Češkoslovaško obvestili, da mora sprejeti predpisane odločbe sporazuma, ali pa se bo morala sama upreti nemški vojski. Vlada se je, zavedajoč brezupnosti boja proti nacistom, nerada vdala in pristala na to, da se bo držala dogovora. S tem je Nemčija z 10. oktobrom prevzela nadzor nad ozemljem Sudetov.

## Reakcije
Čeprav so bili Francozi in Britanci zadovoljni z izidom, prav tako vodstvo nemške diplomacije, pa je bil Hitler nasprotno besen. Počutil se je prisiljenega igrati buržoazno politiko. Takoj po koncu srečanja s Chamberlainom, ki ga je imel za »groteskno figuro«, je svojim diplomatom vzkliknil, da je to bila njegova prva mednarodna konferenca in zagotovo tudi zadnja.
Stalin je bil prav tako razburjen zaradi rezultatov konference. Sovjeti, ki so imeli s Češkoslovaško pogodbo o medsebojni vojaški pomoči, so se počutili izdani s strani Francozov, ki so imeli z njo prav tako pogodbo. Britanci in Francozi so po drugi strani jemali Sovjete kot grožnjo, ki je visela nad Nemci. Stalin je sklenil, da je Zahod aktivno sodeloval s Hitlerjem pri predaji srednjeevropske države nacistom in s tem povzročil zaskrbljenost, da bi tako ravnal v prihodnosti tudi s Sovjetsko zvezo in njeno razdelitvijo ozemlja med zahodne sile in sile osi. To prepričanje ga je vodilo k temu, da je zunanjo politiko preusmeril k približevanju Nemčiji, ki je naposled vodila k podpisu vojaško gospodarskega pakta z Nemčijo slabo leto kasneje.
Čehoslovaki so bili hudo osupli nad münchenskim sporazumom. Z izgubo Sudetov je država izgubila pomembno utrjeno obrambno linijo. Brez nje je bila njena neodvisnost zgolj na papirju. Prav tako je izgubila 70 % svojega železarstva, 70 % proizvodnje električne moči in 3,5 miljona prebivalstva.
V Nemčiji je sprejem sporazuma vnaprej oslabil morebiten upor višjih vojaških častnikov proti Hitlerju. Njegova odločnost, da v letu 1938 nadaljuje s svojim načrtom invazije na Češkoslovaško, je v nemški poveljniški strukturi izzvala veliko krizo. Vodja osebja general Ludwig Beck je večkrat protestiral z dopisi, kako bi se začela svetovna vojna, ki bi jo Nemčija izgubila, pri čemer je pozval Hitlerja, naj odloži načrtovano vojno s Češkoslovaško. 4. avgusta 1938 so se tajno sestali visoki častniki in odločili, da je potrebno nekaj storiti za preprečitev gotove katastrofe. Beck je upal, da bodo skupaj dali odpoved, vendar so se vsi razen Becka umaknili v ozadje. Njegova zamenjava, general Franz Halder, je z njim simpatiziral, skupaj sta s še več drugimi častniki, vodjem nemške obveščevalne službe admiralom Canarisom in vodjem Berlinske policije grofom von Helldorfom načrtovala aretacijo Hitlerja v trenutku, ko bi dal ukaz o invaziji. Vendar bi načrt deloval le v primeru, če bi tako Francija kot Velika Britanija javno izrazili pripravljenost boriti se za ohranitev Češkoslovaške. To bi pomagalo prepričati nemško ljudstvo, da Nemčijo čaka gotov poraz. Zatorej so k Chamberlainu poslali agente, ki so mu predali sporočilo o pripravah na napad na Češkoslovaško in načrtu za strmoglavljenje Hitlerja, če se to zgodi. Britanci agentov niso vzeli resno; Chamberlain in Daladier sta se odločila, da ne bosta šla v vojno, tako tudi načrtovana odstranitev Hitlerja ne bi bila upravičena. Na tem dejstvu temelji trditev, da je münchenski sporazum ohranil Hitlerja na oblasti.

### Mnenja o sporazumu
Prebivalci Velike Britanije so pričakovali neibežno vojno in državniška poteza Chamberlaina je bila sprva pozdravljena z navdušenjem. Ta na splošno pozitivna reakcija pa je kljub kraljevemu pokroviteljstvu kmalu splahnela. Chamberlain, s strani kraljeve družine pozdravljen kot junak, je bil povabljen na balkon Buckinghamske palače, preden je predstavil sporazum britanskemu Parlamentu. Tam pa je že od začetka vladala opozicija; Clement Attlee z Laburistično stranko je nasprotoval sporazumu, zavezništvo je imel tudi z dvema poslancema, Cooperjem in Adamsovo, ki sta do takrat veljala za najtežji in reakcionarni element v Konzervativni stranki.
Édouard Daladier je videl Hitlerjeve končne cilje kot grožnjo. Na srečanju z Britanci aprila 1938 je rekel, da je Hitlerjev pravi cilj sčasoma zagotoviti prevlado na celini, v primerjavi s katero so bile Napoleonove ambicije slabotne. Zatem je še dejal, da »je danes na vrsti Češkoslovaška, jutri bosta to Poljska in Romunija. Ko bo Nemčija pridobila žito in nafto, ki ju potrebuje, se bo obrnila na Zahod. Vsekakor moramo povečati prizadevanja za izognitev vojni, vendar se to ne bo zgodilo, če ne bosta Velika Britanija in Francija držali skupaj, intervenirali v Pragi za nove nemške zahteve vendar istočasno tudi razglasili, da bosta čuvali njeno neodvisnost. Če se, nasprotno, zahodne sile ponovno predajo, bodo zgolj sprožile vojno, ki se bi ji rade izognile«. Morda nemočen ob stališčih vojaških in civilnih članov francoske vlade glede nepripravljenosti njene vojske in ob slabem finančnem položaju, kot tudi travmatiziran zaradi krvave francoske izkušnje med prvo svetovno vojno, ki jo je osebno izkusil, je na koncu Daladier pustil Chamberlainu, da vodi svojo pot. Ob vrnitvi v Pariz je bil Daladier, ki je pričakoval nastrojeno množico, pohvaljen.
Leta 1960 je novinar, vojni poročevalec in zgodovinar William Shirer v svoji knjigi Vzpon in padec Tretjega rajha zavzel stališče, da bi bila Češkoslovška navkljub Hitlerjevi resni pripravi napada nanjo zmožna nuditi dostojen upor. Shirer je verjel, da sta tako Velika Britanija kot Francija imeli zadovoljivo zračno obrambo, ki bi preprečili resno bombardiranje Londona in Pariza, obenem pa bi bili zmožni voditi hitro in učinkovito vojno proti Nemčiji. Citiral je Churchilla, da je münchenski sporazum pomenil za Veliko Britanijo in Francijo mnogo slabši položaj nasproti Hitlerjevi Nemčiji. Ko si je Adolf Hitler osebno ogledal češkoslovaške obmejne fortifikacije, je v zasebnem pogovoru z Josephom Goebbelsom dejal, da bi bilo prelite veliko krvi in da je bila sreča, da tam ni bilo bojev.

## Posledice münchenskega sporazuma
5. oktobra je Beneš ob spoznanju, da je padec Češkoslovaške neizbežen, dal odpoved z mesta predsednika države. Po izbruhu druge svetovne vojne je oblikoval češkoslovaško vlado v izgnanstvu, s sedežem v Londonu.

### Prva dunajska arbitraža
Zgodaj novembra 1938, v sklopu dunajske arbitraže, ki je bila rezultat münchenskega sporazuma, sta Nemčija in Italija primorali Češkoslovaško, ki ni uspela doseči kompromisa z Madžarsko in Poljsko, predati južni del Slovaške (eno tretjino slovaškega ozemlja) in južno Rutenijo Madžarski; po popisu iz leta 1941 naj bi na 11.882 km² velikem ozemlju živelo več kot 80 % madžarske populacije. Kmalu zatem je izgubila še manjši del (Zaolzie, s središčem Český Těšín, 906 km²); od 250 tisoč prebivalcev jih je bilo okoli 36 % Poljakov; in majhni mejni ombočji Spiša in Orave (226 km²) na severu Slovaške na račun Poljske.
Kmalu po Münchnu je moralo z domov oditi približno 115 tisoč Čehov in 30 tisoč Nemcev, po oceni Inštituta za pomoč beguncem je dejansko število beguncev na dan 1. marec 1939 znašalo skoraj 150 tisoč.
4. decembra 1938 so se na ozemlju Sudetov odvijale volitve, na katerih je 97,32 % odraslega prebivalstva volilo za NSDAP. Približno pol miljona sudetskih Nemcev se je pridružilo nacistični stranki (17,34 % delež prebivalstva Sudetov, povprečni delež članov NSDAP v tedanji Nemčiji je bil 7,85 %). Tako so Sudeti postali najbolj nacistična pokrajina v Tretjem rajhu. Zaradi njihovega poznavanja češkega jezika je mnogo sudetskih Nemcev dobilo zaposlitev v administraciji kasnejšega Protektorata Češke in Moravske, kot tudi v nacističnih organizacijah.

### Okupacija preostanka Češkoslovaške
Leta 1937 je Wehrmacht za napad na Češkoslovaško izdelal načrt Fall Grün, ki je bil udejanjen v operaciji Jugovzhod 15. marca 1939.
Predhodni dan se je Slovaška razšla s Češkoslovaško in postala samostojna pro-nacistična država. Dan kasneje je razglasila neodvisnost tudi karpatska Rutenija, ki pa jo je v treh dneh popolnoma okupirala Madžarska. Češkoslovaški predsednik Emil Hácha je odpotoval v Berlin, ko je bil že dan ukaz za invazijo. Po srečanju z Adolfom Hitlerjem je omedlel, kasneje pa bil prisiljen podpisati sprejetje nemške okupacije ostanka Češke in Moravske. Churchillova napoved se je izpolnila z vstopom nemške vojske v Prago in njenim nadaljevanjem okupacije preostalega dela države, ki se je preoblikovala v protektorat Rajha.
Z zavzetjem Češke in Moravske je Tretji Rajh pridobil delovno silo, težko industrijo in orožje češkoslovaške vojske. V času kasnejšega nemškega napada na Francijo je približno 25 % vsega nemškega orožja izhajalo iz Protektorata. Tretji Rajh je prav tako dobil celotno češkoslovaško zlato, vključno z zlatom, shranjenim v Bank of England.
Medtem so v Veliki Britaniji porasle skrbi, da bo Poljska (sedaj bistveno bolj obdana z nemškim ozemljem) postala naslednja tarča nacističnega ekspanzionizma, ki je postal očiten ob sporu glede poljskega koridorja in Svobodnega mesta Gdansk (nemško Freie Stadt Danzig, danes poljski Gdansk). To je vodilo v podpis sporazuma o angleško-poljskem vojaškem sodelovanju, nakar je poljska vlada zavrnila sprejem nemških pogajalskih predlogov glede koridorja in statusa Gdanska.
Ministrski predsednik Chamberlain se je čutil izdanega ob nemški okupaciji Češkoslovaške, ko je spoznal, da je njegova politika umirjanja nasproti Hitlerju propadla, zato je zavzel mnogo tršo linijo proti nacistom. Med drugim je takoj začel z mobilizacijo vojske britanskega imperija. Isto je naredila tudi Francija. Italija se je počutila ogroženo s strani britanske in francoske flote ter aprila 1939 začela s svojo invazijo na Albanijo. Čeprav brez takojšnjih povratnih vojaških akcij s strani Zahoda velja Hitlerjev napad na Poljsko 1. septembra 1939 za uradni začetek druge svetovne vojne.